# 基姆斯威克 (密蘇里州)
基姆斯威克（英語：Kimmswick）是位於美國密蘇里州傑佛遜縣的城市。

## 人口
根據2020年美國人口普查的數據，基姆斯威克的面積為0.61平方千米，皆為陸地。當地共有人口133人，而人口密度為每平方千米218人。